# Río, Grekland
Río är en ort i Grekland.   Den ligger i prefekturen Nomós Achaḯas och regionen Västra Grekland, i den centrala delen av landet, 170 km väster om huvudstaden Aten. Río ligger 20 meter över havet och antalet invånare är 6 083.
Terrängen runt Río är varierad. Havet är nära Río åt nordväst. Runt Río är det tätbefolkat, med 683 invånare per kvadratkilometer. Närmaste större samhälle är Patras, 7,5 km sydväst om Río. == Kommentarer ==
1. ↑  Framräknat ur variansen i alla höjduppgifter (DEM 3") från Viewfinder Panoramas, inom 10 km radie.[2] Mer om algoritmen finns här: Användare:Lsjbot/Algoritmer.